# 雅克松·里夏尔松
雅克松·里夏尔松（法語：Jackson Richardson，1969年6月14日—），法国男子手球运动员。他曾代表法国国家队参加1992年、1996年、2000年和2004年夏季奥林匹克运动会手球比赛，其中1992年奥运会获得一枚铜牌。他的儿子梅尔万同样也是手球选手。